# 日吉村 (鳥取県)
日吉村（ひよしそん）は、鳥取県日野郡にあった村。現在の西伯郡伯耆町の一部にあたる。

## 地理
大山の西麓に位置し、村内を別所川が流れていた。

## 歴史
- 1889年（明治22年）10月1日、町村制の施行により、日野郡清原村・番原村・久古村・口別所村、会見郡福岡村が合併して村制施行し、日吉村が発足[1][2]。旧村名を継承した清原、番原、久古、口別所、福岡の5大字を編成[2]。
- 1905年（明治38年）大字番原に農商務省種馬所開設[2]。
- 1912年（明治45年）1月1日、日野郡吉寿村と合併し、八郷村を新設して廃止された[1][2]。合併後、八郷村大字清原・番原・久古・口別所・福岡となる[2]。

## 産業
- 農業